# Heinrich Schmelen

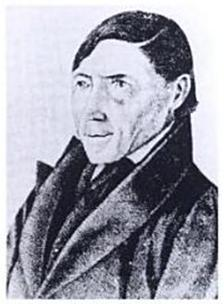
Heinrich Schmelen

Johann Heinrich Schmelen, eigentlich Johann Hinrich Schmelen (* 7. Januar 1777 in Kassebruch bei Bremen; † 26. Juli 1848 in Kommagas, Südafrika) war Missionar der Londoner Missionsgesellschaft (LMS) und Gründer der Missionsstation Bethanien.

## Leben

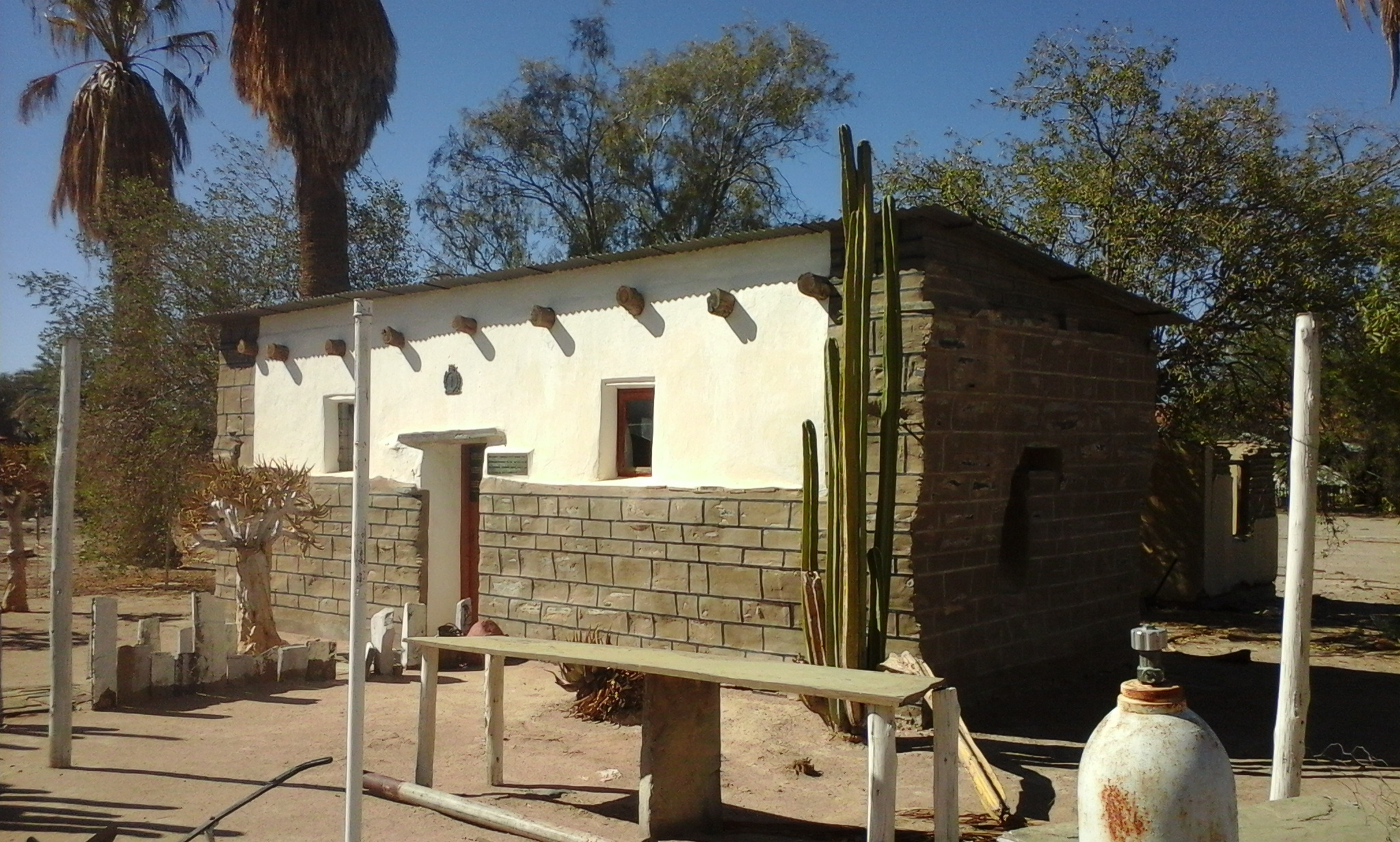
Schmelenhaus in Bethanien

Schmelen stammte aus bürgerlichem Hause. Um dem Militärdienst zu entgehen, flüchtete er nach England und kam durch Karl Friedrich Adolf Steinkopf (1773–1859) mit der Londoner Missionsgesellschaft in Kontakt. Das Zusammentreffen mit drei zum christlichen Glauben bekehrten Nama hatte auf Schmelen einen so starken Eindruck gemacht, dass er sich für den Missionarsberuf entschied und nach entsprechender Ausbildung 1811 in das Südliche Afrika entsenden ließ. Dort war Schmelen zunächst unter Anleitung von Christian Albrecht (1773–1815) in der Missionsstation in Pella tätig.
Als eine größere Gruppe Orlam wegen besserer Weidegründe Pella verließ und über den Oranje zog, schloss sich Schmelen ihnen an. Bei „der dauerhaften Quelle, die man nicht mit einem Stein verschließen kann“ – auf Khoekhoegowab ǀUiǂgandes, auf Afrikaans Klipfontein genannt – fanden sie einen neuen Siedlungsort. Schmelen nannte den Ort in Anlehnung an den biblischen Ort, wo Jesus getauft wurde, Bethanien und errichtete hier 1814 das zweite von Europäern erbaute Steinhaus im Gebiet von Südwest-Afrika, das sogenannte Schmelenhaus, das heute noch zu besichtigen ist. Die hier ansässigen Orlam wurden in der Literatur dementsprechend als die Bethanier bezeichnet. Trotz zunächst erfolgreicher Missionsarbeit kam es wegen des zunehmend kriegerischen und räuberischen Verhaltens der Orlam zum Zerwürfnis mit Schmelen, so dass er 1822 seine Missionsarbeit in Bethanien beendete.
Während längeren Erkundungszügen durch Südwest-Afrika, die ihn unter schwierigsten Verhältnissen bis zur Walfischbucht und nach Windhoek führten, erlernte er als einer der ersten Europäer die Sprache der ansässigen Nama-Bevölkerung. Daraufhin übernahm Schmelen schließlich den Auftrag, das Neue Testament ins Khoekhoegowab zu übersetzen. Bereits der ihm bekannte Pastor Christian Albrecht hatte 1815 begonnen, das Matthäusevangelium zu übersetzen. Bei den wieder aufgenommenen Übersetzungsarbeiten übernahm seine Khoekhoegowab sprechende Frau Zara Schmelen, geborene Hendriks (um 1793–1831), eine Nama, die er 1813 kennengelernt und 1814 geheiratet hatte, einen großen Teil der Arbeit, weil sie sprachlich sehr begabt war. Zusammen erarbeiteten sie eine Grammatik des Khoekhoegowabs.
Für kurze Zeit, von 1817 bis 1818, wurden alle Missionare, die eine einheimische Frau geheiratet hatten, von der Londoner Missionsgesellschaft suspendiert. Obwohl die Missionsgesellschaft grundsätzlich nicht rassistisch war, mussten Schmelen und andere Betroffene viel Überzeugungsarbeit leisten, damit die Regeln geändert und Suspendierungen aufgehoben wurden. 1831 waren die vier Evangelien nach siebenjähriger Arbeit fertiggestellt, und der Auftrag war damit weitgehend erfüllt. Nur Monate später starb Schmelens Frau in der Nähe von Tulbagh. Der Druck der Evangelien konnte 1832 dank Unterstützung der britischen Bibelgesellschaft am Kap erfolgen. Schmelen übernahm noch die Leitung der Missionsstation in Kommagas (südlich des Ortes Springbok), wo er 1848 starb.
Heinrich und Zara Schmelen hatten vier eigene Kinder, die viersprachig aufwuchsen (Deutsch, Khoekhoegowab, Afrikaans, Englisch).
Nach Zaras Tod heiratete Hinrich Schmelen in zweiter Ehe Elisabeth Bam (1807–1848), die Schwester von Jan Bam, der später der erste ordinierte coloured Missionar der Rheinischen Missionsgesellschaft wurde. Wie seine Töchter unterstützte sie die Missionsarbeit durch Schulunterricht für die Kinder und Bibelstunden für die Frauen. Schmelens zweite Tochter Johanna (Hanna) (1819–1884) wurde die Gattin des Missionars Franz Heinrich Kleinschmidt.

## Anmerkung
1. ↑  Anmerkung: Dieser Artikel enthält Schriftzeichen aus dem Alphabet der im südlichen Afrika gesprochenen Khoisansprachen. Die Darstellung enthält Zeichen der Klicklautbuchstaben ǀ, ǁ, ǂ und ǃ. Nähere Informationen zur Aussprache langer oder nasaler Vokale oder bestimmter Klicklaute finden sich z. B. unter Khoekhoegowab.